# Ingvar Sandström
John Ingvar Sandström (ur. 3 września 1942 w Lycksele) – szwedzki biegacz narciarski, brązowy medalista mistrzostw świata.

## Kariera
Igrzyska olimpijskie w Grenoble w 1968 r. były pierwszymi i zarazem ostatnimi w jego karierze. W swoim jedynym starcie na tych igrzyskach, w biegu na 30 km techniką klasyczną zajął 21. miejsce.
W 1966 roku wystartował na mistrzostwach świata w Oslo. Zajął tam czwarte miejsce w biegu na 30 km, przegrywając walkę o brązowy medal z Walterem Demelem z RFN. Na tych samych mistrzostwach wraz z kolegami z reprezentacji zajął również czwarte miejsce w sztafecie 4 × 10 km. Cztery lata później, podczas mistrzostw świata w Wysokich Tatrach osiągnął największy sukces w swojej karierze wspólnie z Ove Lestanderem, Janem Halvarssonem i Larsem-Göranem Åslundem zdobywając brązowy medal w sztafecie.

## Osiągnięcia

### Igrzyska olimpijskie
| Miejsce | Dzień    | Rok  | Miejscowość | Konkurencja             | Czas biegu  | Strata      | Zwycięzca    |
| ------- | -------- | ---- | ----------- | ----------------------- | ----------- | ----------- | ------------ |
| 21.     | 7 lutego | 1968 | Grenoble    | 30 km stylem klasycznym | 1:35:39.2 h | +4:08.3 min | Franco Nones |

### Mistrzostwa świata
| Miejsce | Dzień     | Rok  | Miejscowość   | Konkurencja             | Czas biegu   | Strata       | Zwycięzca            |
| ------- | --------- | ---- | ------------- | ----------------------- | ------------ | ------------ | -------------------- |
| 4.      | 17 lutego | 1966 | Oslo          | 30 km stylem klasycznym | 1:37:26,7 h  | +58,2 s      | Eero Mäntyranta      |
| 10.     | 20 lutego | 1966 | Oslo          | 15 km stylem klasycznym | 47:56,2 min  | +56,7 s      | Gjermund Eggen       |
| 4.      | 23 lutego | 1966 | Oslo          | Sztafeta 4 × 10 km      | 2:14:27,9 h  | +4:03,2 min  | Norwegia             |
| 9.      | 15 lutego | 1970 | Wysokie Tatry | 30 km stylem klasycznym | 1:39:18,01 h | +3:03,86 min | Wiaczesław Wiedienin |
| 12.     | 17 lutego | 1970 | Wysokie Tatry | 15 km stylem klasycznym | 47:01,71 min | +1:30,12 min | Lars-Göran Åslund    |
| 3.      | 19 lutego | 1970 | Wysokie Tatry | Sztafeta 4 × 10 km      | 2:06:36,47 h | +20,33 s     | ZSRR                 |